# 박종철
박종철(朴鍾哲, 1964년 4월 1일~1987년 1월 14일)은 대한민국의 민주화운동가로, 서울대학교 언어학과 학생회장이던 그는 제5공화국 말기인 1987년 고문으로 인해 요절했다.

## 개요
1964년 4월 1일, 부산 서구 아미동에서 태어났으며 주민등록상으로는 1년 늦은 1965년 4월 1일생이라고 되어 있다. 혜광고등학교를 졸업하고, 재수를 해서 1984년 서울대학교 인문대학 언어학과에 입학해 언어학과 학생회장으로 활동했다. 1986년 노학연대 투쟁에 활동하던 중 1986년 4월 1일 청계피복노조 합법화 요구 시위로 구속되었다가, 1986년 7월 15일 징역 10개월(집행유예 2년)을 선고받고 출소했다. 1987년 1월 13일 자정 경 하숙집에서 치안본부 대공분실 소속 수사관 6명에 의해 연행되었다. 대학문화연구회 선배이자 민주화추진위원회 지도위원으로 수배 받고 있던 박종운을 잡기 위해서였다. 박종철은 치안본부 대공수사단 남영동 분실 509호 조사실에서 물고문과 전기고문을 받다가 14일 숨졌다.

## 추모 활동
박종철은 2001년 2월 26일 서울대학교 언어학과 명예 졸업장을 받았다. 유족과 당시 학생운동 동지들은 경기도 남양주시 모란공원 민주열사 묘역에 가묘를 만들어 그를 기리고 있으며, 서울대학교 인문대학과 중앙도서관 사이에 세운 그의 추모비와 흉상은 학내 ‘민주화의 길’ 가운데 한 지점으로 지정되어 있다.
민주주의 세상을 만들고자 했던 박종철 열사의 꿈을 받들고 기리기 위해 박종철기념사업회가 만들어졌다. 이 사업회는 2007년 박종철의 고등학교, 대학교 동문과 대학문화연구회 회원들의 모금으로 (사)민주열사 박종철기념사업회로 되었으며, 박종철인권상을 제정하고 매년 수상자를 선정하는 등 여러 가지 기념사업을 하고 있다.
박종철 고문치사 사건을 바탕으로 만든 영화 《1987》이 2017년 12월 27일에 개봉하였다.
2018년 1월 13일, 모교인 서울대학교 근처에 있는 신림동 대학5길에 박종철거리가 조성되었다. '박종철 거리' 지정사업은 관악구 주민들로 구성된 '마을관광사업추진단'이 2017년 박 열사의 30주기를 추모하기 위해 구청에 사업을 제안하면서 기획됐다.
2018년 3월 10일, 문무일 검찰총장은 부산의 한 병원에 입원 중인 박종철 열사의 아버지 박정기 씨를 만나 사과를 전했다. 현직 검찰총장이 과거사와 관련해 피해자에게 직접 사과하는 것은 이번이 처음이다. 이후 7월 28일 박정기 씨는 별세했고, 문대통령은 고인에 대해 “청천벽력같은 아들의 비보를 듣는 순간부터 아버님은 아들을 대신해, 때로는 아들 이상으로 민주주의자로 사셨습니다”라면서 애도의 뜻을 표했다.

## 박종철이 등장한 작품

### 도서
- 김태호, 최인호 (2002). 《박종철 평전》. 박종철출판사. ISBN 898502213X.
- 김윤영 (2004). 《박종철 시대의 불꽃 11》. 박종철기념사업회. ISBN 8991057233.
- 안상수 (2011). 《박종철 열사와 6월 민주화 운동》. 광일문화사. ISBN 9788986752403.

### 드라마
- 2002년 MBC 기획 특집 드라마 《순수청년 박종철》 - 최동성[6][7]

### 영화
- 2017년 영화 《1987》 - 여진구

## 가족 관계
- 할아버지: 박영복
- 할머니: 정금순 (? ~ 1947년)
- 아버지: 박정기 (朴正基, 1928년 10월 29일 ~ 2018년 7월 28일)
- 어머니: 정차순 (鄭且順, 1933년 1월 1일 ~ 2024년 4월 17일)
- 형: 박종부
- 누나: 박은숙
- 고모: 박정옥

## 같이 보기
- 박종철 고문치사 사건
- 제5공화국
- 6·29 선언
- 6월 항쟁
- 이한열
- 박종운
- 정형근
- 이근안
- 박처원
- 전두환
- 노재봉
- 노태우
- 김근태
- 안상수
- 노무현
- 김영삼
- 오연상
- 박상옥